# 井邑市
井邑市（：／ Jeongeup si */?），是大韓民國全北特别自治道南部的一個城市，位於全州市與光州廣域市之間，南臨全羅南道。面積692.7平方公里，2007年人口129,868人。下分8洞、1邑、14面。
著名的內藏山位於本市南部。

## 歷史
757年始稱井邑。1894年東學黨起義在這裡爆發。1895年改為郡。1981年7月1日設井邑市。1995年1月1日市郡合併。

## 交通
鐵路有湖南線經過。高速公路有湖南高速公路。

## 友好城市
- 首爾特別市鐘路區
- 慶尚南道泗川市
- 江原道束草市
- 大邱廣域市寿城区
- 中国江蘇省徐州市
- 日本千葉縣成田市